# Rat u Libiji 2011.
Rat u Libiji ili Revolucija 17. veljače (arapski ثورة 17 فبراير), naziva se još i Pobuna u Libiji, Prosvjedi u Libiji i Libijski građanski rat, bio je građanski rat u Libiji koji je počeo 15. veljače 2011. i završio 20. listopada 2011. Počeo je s masovnim prosvjedima koji su bili dio prosvjeda u arapskom svijetu 2010. – 2011. kojima je cilj promjena autokratskih režima i uvođenje demokracije i ljudskih prava. Prosvjed je primio zamah nakon što su slični prosvjedi svrgnuli Hosnija Mubaraka u Egiptu i Bena Alija u Tunisu. 
Nakon tjedan dana nemiri su prerasli u pobunu građana, čime su izbili sukobi između vojnih organizacija vjernih vlasti i oporbe, naroda koji traži promjene, što je rezultiralo smrću između 3000 i 7000 ljudi. Nakon što su Gaddafijeve snage počele rušiti pobunu i opasno se približavati uporištu pobunjenika u Bengaziju, 17. ožujka Ujedinjeni narodi uveli su zonu zabrane letenja, čime je rat dobio međunarodni karakter. Francuski, američki i britanski vojni zrakoplovi uključili su se u sukob kako bi uspostavili i održali istu. I Arapska liga podržala je zabranu leta iznad Libije.
Usprkos upravo navedenomu, dio analitičara smatra kako je pogrešno izjednačavati prosvjede u arapskim zemljama. U svojim interpretacijama navode kako je pokret otpora u Egiptu u zadnjih nekoliko godina organizirao nekoliko stotina prosvjeda i kako je cijeli pokret mnogo bolje organiziran od onoga libijskog. U jednom od svojih razgovora na ovu temu, u intervjuju od 10. ožujka 2010. za televizijsku postaju Russia Today Anthony Wile, osnivač i glavni urednik internetskih novina The Daily Bell izjavio je kako je oporba u Libiji daleko od toga da bude ujedinjena i da čak ne postoji ni koncenzus u potpori stranoj intervenciji. U svom je intervjuu istaknuo i ulogu pokreta mladih osnovanoga u SAD-u vrlo bliskoga američkim najvišim strukturama vlasti. U razgovoru je istaknuto kako će po završetku rata u Libiji biti postavljena demokratska vlada zapadnoga tipa, ali koja ima minimalne šanse za opstanak pod pritiskom islamskih političkih težnjâ. Ovakvi glasovi ukazuju i na po korištenom nasilju sličan sukob u Jemenu za koji imaju osjećaj da ga se pokušava zataškati.
Veliku ulogu tijekom cijelog trajanja pobune, pa potom rata igra zaljevski 24 satni satelitski kanal vijesti Al Arabiya koji vodi propagandni rat protiv libijske vlade prvo s ciljem stvaranja panike u vladajućim redovima, a potom s ciljem pokretanja strane vojne intervencije što je 17. ožujka 2011. dovelo do rezolucije Vijeća sigurnosti UN kojom se odobravaju "sve neophodne mjere" u tu svrhu, a dva dana kasnije su SAD i Francuska otpočele ratne operacije u ime "zaštite civila" dok je Libija praktički istovremeno bila pohvaljena u Ujedinjenim Narodima zbog poštovanja ljudskih prava svog stanovništva do trenutka izbijanja pobune. Za Billa Richardsona bivšeg američkog ministra energije razlozi za zapadnu vojnu intervenciju su jednostavni i opravdani,a zovu se energija pošto je Libija jedan od 10 najvećih izvoznika nafte i plina na svijetu.

## Kronologija
15. veljače 2011. počeli su spontani, isprva izolirani prosvjedi protiv Gaddafija, koji su ubrzo poprimili masovne razmjere. Prema stranim izvještajima, prosvjedi su 22. veljače izbili u "pravu pobunu". Gaddafi je na vlasti od 1969. te je izjavio da će "radije umrijeti kao mučenik nego odstupiti s vlasti". Tripoli i Bengazi postali su glavni gradovi ustanka. Vlada je upotrijebila silu borbenih zrakoplova, paravojnih postrojaba i plaćenika protiv prosvjednika, što je rezultiralo krvoprolićem. 
Nakon toga, neki su vojnici i ministri otkazali poslušnost Gaddafiju. Jedan od najznačajnijih primjera dogodio se 21. veljače kada su dva libijska pilota sletjela sa svojim borbenim zrakoplovima na Maltu i zatražili azil jer nisu htjeli pucati na civile, ministar pravosuđa Mustafa Mohamed Abud Al Jeleil i ministar unutarnjih poslova i general Abdul Fatah Younis su podnijeli ostavke u znak prosvjeda protiv nesrazmjerne upotrebe sile, najmlađi Gaddafijev sin Saif Al Arab Gaddafi priključio se prosvjednicima dok je Sulejman Mahmud, general i zapovjednik libijske vojske u Tobruku, izjavio da je prešao na stranu prosvjednika.
S preuzimanjem sve većeg dijela Libije, oporba se počela opasno približavati glavnom gradu Tripoliju. Jedan od većih zločina odigrao se 23. – 24. veljače kada su snage odane Gaddafiju upale su u bolnice u Tripoliju i počeli ubijati protuvladine prosvjednike, koji se primali liječničku pomoć.
Gaddafi je 24. veljače na televiziji okrivio "Osamu bin Ladena i drogu za kvarenje mladeži i poticanje pobune".
Glasnogovornik Ministarstva vanjskih poslova i europskih integracija Mario Dragun izjavio je da je do 24. veljače evakuirano 146 hrvatskih državljana iz te afričke države, a očekuje se još 155 ljudi, većinom zaposlenika raznih kompanija. Evakuacije su se odigrale uz pomoć brodova i aviona.

## Međunarodne reakcije i posljedice
Egipat i Tunis zaoštrili su kontrolu graničnih prijelaza zbog priljeva raseljenih ljudi, a talijanski ministar Franco Frattini je izjavio da se njegova država na jugu sprema za val i do 300.000 izbjeglica iz Libije, te je stoga pripremila logore. Human Rights Watch je do 23. veljače registrirao 1.000 ubijenih libijskih prosvjednika te najmanje 8.000 izbjeglica. UNHCR je do 25. veljače registrirao 22.000 osoba koje je napustilo državu. 27. veljače UNHCR je objavio da je 100.000 ljudi napustilo Libiju u bijegu od nasilja. Do 7. ožujka to je prešlo brojku od 200.000 ljudi.
Prosvjednici u Egiptu i Tunisu dali su podršku pobunjenom narodu u Libiji.
Zbog kaosa, mnoge naftne kompanije u državi su prekinule radove, zbog čega je cijena nafte porasla na gotovo 120 $ po barelu, što je najveći skok od 2008.
27. veljače 2011. Vijeće sigurnosti UN-a jednoglasno je izglasalo sankcije protiv Gaddafija i njegovih pristaša, pozvalo na međunarodnu istragu zbog ratnih zločina zbog "rasprostranjenih i sustavnih napada protiv civila", uvelo zabranu putovanja za 16 libijskih čelnika te zamrznulo imovinu Gaddafijeve obitelji. Američki predsjednik Barack Obama uveo je embargo na oružje Libiji te je prekinuo sve diplomatske veze s Gaddafijevim veleposlanicima.

## Borba između pobunjenika i Gaddafijeve vlade
Nakon 10 dana, strane agencije su počele javljati da pobunjenici kontroliraju cijeli istočni dio države. Gaddafijeva ovlast zadržala se samo u enklavi oko glavnog grada Tripolija.
Međutim, od 3. ožujka Gaddafijeve snage, od vojnika do stranih plaćenika, krenule su u protunapad te uspjele vratiti dio teritorija. 7. ožujka Bin Jawad vratio se natrag pod ustroj Gaddafija.
7. ožujka Barack Obama je izjavio da "SAD i NATO razmatraju upotrebu sile" protiv Gaddafijevih snaga.

### Zona zabrane letenja
S vremenom su jedan za drugim padali pobunjenički gradovi te su se Gaddafijeve snage opasno približile Bengaziju, uporištu pobunjenika, čime se približio kraj pobuni. S obzirom na to da je vlada imala bojne zrakoplove, mogla je uspostaviti nadmoć nad slabo naoružanim pobunjenicima. Međutim, 17. ožujka UN je izglasao rezoluciju 1973 kojom se uspostavlja zona zabrane letenja. Također je Međunarodni sud pravde pozvan radi istraživanja i procesuiranja mogućih ratnih zločina. Dva dana kasnije, 19. ožujka, Francuska i Velika Britanija objavili su svoju vojnu intervenciju u Libiji pod pokroviteljstvom koalicije UN-a. Njihovi borbeni zrakoplovi počeli su letjeti iznad te države i napadati Gaddafijeve borbene zrakoplove i tenkove. Time je sukob dobio međunarodni predznak.
Pobunjenici su pozdravili vojnu intervenciju jer je stigla u zadnji trenutak. S druge strane, Gaddafi je osudio rezoluciju te izjavio da će napadati putničke brodove i druge mete po Sredozemnom moru jer se "cijeli svijet ponaša ludo, pa ćemo se i mi ponašati ludo." Prozvao je države koje napadaju Libiju "teroristima". Britanski vojni zrakoplovi 20. ožujka su preletjeli udaljenost od 4.500 km kako bi bombardirali libijske vojne mete te se vratili natrag, što je najveća udaljenost koju su isti prevalili od Falklandskog rata. David Cameron je izjavio da je vojna intervencija neophodna "kako bi se zaustavio diktator koji ubija svoj vlastiti narod".
19. ožujka, greškom je oboren MiG-23BN iznad Bengazija koji je zapravo pripadao pobunjenicima.
24. ožujka NATO je službeno preuzeo vođenje misije u sukobu, čime se omjer snaga značajno prevagnuo u korist pobunjenika. 26. ožujka grad Ajdabiya ponovno je došao u ruke protugaddafijevske oporbe, na što su ljudi uzvikivali: "Hvala, Obama! Hvala, Camerone!" Koalicija je izvela zračne napade na Tripoli u kojem je gađala lokaciju s vojnim radarom te druge vojne instalacije. Međutim, čiste pogotke su otežali pristaše Gaddafija koji su stvorili živi štit oko nekih zgrada, pogotovo oko kompleksa Bab Al-Aziziyah, koji je već bio meta napada 1986.
Sljedećih dana pobunjenici su vratili gradove Bregu, Ra's Lanuf i Bin Jawad koje su izgubili tijekom proteklih nekoliko tjedana.

## Pad Tripolija i kraj rata
Nakon uključenja NATO snaga, nastao je tromjesečni status quo pošto niti pobunjenici niti Gaddafijeve snage nisu bile u stanju iznijeti prevagu ili pokrenuti odlučujući napad. Pobunjenici su bili neorganizirani i slabo naoružani, dok su Gaddafijeve snage bile profesionalne i dobro plaćene, ali oslabljene i nemotivirane. Nakon tri mjeseca, NATO je donio novu taktiku suradnje s pobunjenicima i zajedničkog, koordiniranog napada na vladine položaje, što je dovelo do preokreta u sukobu.
U kolovozu 2011. pobunjenici su stigli do glavnog grada Libije, Tripolija, te je tako započela bitka za taj grad. 22. kolovoza pobunjenici su ušli u grad i stigli do Zelenog trga, kojeg su preimenovali u "Trg mučenika". Gaddafi i njegove snage pobjegle su iz grada dok su stanovnici uz pljesak dočekali pobunjenike. Time je cijeli sjever pao pod kontrolu Nacionalnog prijelaznog vijeća dok se Gaddafijeva vlast održala samo u malim enklavama na jugu Libije: Bani Walid i Sabha.
Mnoge države svijeta potom su priznale Nacionalno prijalzno vijeća kao novu, službeno vlast Libije. Razni mediji bavili su se pitanjem gdje je pobjegao Gaddafi. Zimbabve se je često spominjao kao zemlja koja je ponudila Gaddafiju azil.
Građanski rat u Libiji završio je ubojstvom Moamara Gadafija koji je prethodno uhićen u Sirtu 20. listopada 2011.
Novi građanski rat izbio je 2014. godine.

## Vanjske poveznice
- (engl.) Ustanak u Libiji - posebni izvještaj Al Jazeere
- (engl.) The Ugly Truth: Video Of Libyan Rebel Beheading Gadhaffi Soldier And Other Nato War Crimes  Arhivirana inačica izvorne stranice od 30. kolovoza 2011. (Wayback Machine)

Ostali projekti
|  | Zajednički poslužitelj ima još gradiva o temi Rat u Libiji |